# Äijälompolo
Äijälompolo is een meer binnen de Zweedse gemeente Kiruna. Het is gelegen ten zuiden van de E45 tussen de plaatsen Vittangi en Svappavaara. Het Äijälompolo ontvangt haar water uit de Koiravaaranoja en het Äijäjärvi. Afvoer vindt plaats via de Äijäjoki.
Afwatering: meer Äijälompolo → Äijäjoki → Torne → Botnische Golf